# Dani Alves
Daniel Alves da Silva (Juazeiro, Bahía, 6 de mayo de 1983) es un exfutbolista brasileño que jugaba como lateral derecho, carrilero derecho o volante derecho. Jugó la mayor parte de su carrera en el F. C. Barcelona, donde permaneció durante ocho temporadas y media, desde 2008 hasta 2016 y desde 2021 hasta 2022. También fue internacional con la selección de Brasil, desde 2006 hasta 2022, con la que se proclamó campeón de la Copa América 2007 y 2019, además de la Copa Confederaciones 2009 y 2013. El club Pumas de la UNAM, de la Liga MX de México, fue su último equipo antes de que tomaran la decisión de rescindir su contrato en enero de 2023.
Es el futbolista más laureado en la historia de su país, y también es uno de los cinco futbolistas con más títulos en la historia del fútbol, tanto a nivel internacional como a nivel oficial, con 19 títulos internacionales de 43 títulos oficiales.

## Trayectoria

### Inicios
Daniel Alves debutó como profesional, en 2001, en el Esporte Clube Bahia ganando un Campeonato Baiano y dos Copas do Nordeste; si bien sólo participó en la Copa do Nordeste de 2002. Un año después se incorporó al Sevilla Fútbol Club, que pagó 500 000 euros por su cesión. En enero de 2004, el conjunto sevillano lo adquirió en propiedad por unos 850 000 euros.

### Sevilla F. C.
A pesar de jugar como lateral, es un jugador de marcado carácter ofensivo, y en ocasiones actúa como interior derecho, extremo e, incluso, de delantero, además de ser un lanzador de faltas, incluso ha llegado a jugar de mediocentro y hasta de delantero en un partido que enfrentó al Sevilla y el Zenit de San Petersburgo en territorio ruso.
Alves debutó de manera oficial en la Liga española el 23 de febrero de 2003 con el Sevilla FC frente al RCD Espanyol. Sin embargo, no marcaría su primer gol hasta la temporada siguiente, el 9 de noviembre de 2003 frente al Real Madrid. En verano de 2005 adquirió la nacionalidad española en el Registro Civil de Sevilla. Durante esta etapa se consolidó en un equipo con el que conquistó dos Copa de la UEFA, una Copa del Rey, una Supercopa de España y una Supercopa de Europa. 
En agosto de 2007, Daniel pidió al Sevilla que le dejara marchar y crecer como jugador. Sin embargo, las altas pretensiones económicas del Sevilla frustraron su fichaje por el Chelsea F. C. de la Premier League inglesa, que ofreció 36 millones de euros por él. Esto creó un gran descontento en el jugador, que llegó incluso a negarse a viajar con el equipo a Grecia donde disputaría un partido crucial con el AEK Atenas para su clasificación en la siguiente ronda de la Liga de Campeones. Pese a ello, se quedó otro año más en la disciplina nervionense, siendo traspasado finalmente al Fútbol Club Barcelona. El día de su adiós, Alves agradeció públicamente la confianza que depositó en él Joaquín Caparrós, de quién dijo haber aprendido mucho.

### F. C. Barcelona
El 2 de julio de 2008, Alves fue presentado oficialmente como nuevo jugador del F. C. Barcelona hasta el año 2012, en un acto en el que el presidente del club azulgrana Joan Laporta, lo definió como 'el mejor lateral derecho del mundo'. Los 35,5 millones de euros de su traspaso (29,5 millones fijos más seis en variables) le convirtieron en el segundo fichaje más caro de la historia del club -por detrás de Marc Overmars, y siendo posteriormente superado también por el de Zlatan Ibrahimović-, siendo el tercer desembolso más grande jamás realizado por la contratación de un defensa. Daniel Alves marcó su primer gol con el Barça el 25 de octubre de 2008 en el Camp Nou frente a la U. D. Almería.
Alves fue un referente en la defensa azulgrana y se consagró como el lateral derecho titular del cuadro catalán. Es especialmente conocido por sus incorporaciones al ataque, su velocidad, sus asistencias y sus lanzamientos de falta. Tanto es así que sus múltiples facetas de juego le han hecho ganar numerosos halagos por parte de los medios. En marzo de 2011 Alves amplió su contrato con el FC Barcelona hasta el año 2015.  En temporada 2013-14, vistió el dorsal número 22 en honor a su excompañero Éric Abidal (antes llevaba el n.º 2). Esa misma campaña se convierte en el segundo futbolista extranjero con más partidos jugados con el Barcelona.
Después de tres temporadas irregulares, en verano de 2014, hubo muchos rumores sobre su posible salida del equipo, pero finalmente se quedó.Tras la sanción de la FIFA el Barça intentó renovarle el contrato una temporada más, hasta 2016, cuando ya se pudiera fichar. Sin embargo, las negociaciones no llegaron a fructificar. El Barça viendo la mejora en el rendimiento de Alves, tras lograr un nuevo triplete, renovó su contrato aceptando las condiciones que exigía el lateral. Dani renovó su contrato en junio de 2015 hasta 2017 más una temporada opcional prolongable hasta 2018.
El día 11 de agosto de 2015 Alves ganó la Supercopa de Europa al Sevilla, sumando un nuevo título a su extenso palmarés. El 31 de octubre Alves disputó su partido 400 en la liga española.
A nivel de clubes europeos, Alves lo ha ganado todo, destacando tres Champions League, dos Europa League, seis Ligas de España, tres Copas del Rey y tres Mundiales de Clubes, formando parte del Barça del sextete. A nivel de selecciones solo le falta un Mundial.

### Juventus de Turín
El 2 de junio de 2016, se anunció su marcha del F. C. Barcelona. Asimismo, el 4 de junio de 2016, Alves confirmó que jugaría la próxima temporada en la Juventus de Turín, durante una entrevista en una televisora italiana. En su única temporada, en el club italiano, ganó dos títulos y llegó a la final de la Liga de Campeones.

### París Saint Germain
El 11 de julio de 2017 pasó los exámenes médicos y se oficializó como nuevo jugador del Paris Saint-Germain de la Ligue 1 de Francia firmando por dos temporadas. Debutó el 29 de julio, con gol y asistencia en la victoria 2 por 1 sobre el AS Monaco, donde salió como la figura del partido y se coronó campeón de la Supercopa de Francia 2017.
El 31 de marzo de 2018 ganó la Copa de la Liga de Francia, tras vencer por 3 a 0 al Mónaco. El 15 de abril se proclamó campeón de Ligue 1, tras vencer por 7 a 1 al Mónaco. El 8 de mayo se coronó campeón de la Copa de Francia ante Les Herbiers, aunque sufrió una lesión que le impidió acudir al Mundial 2018. El 22 de junio de 2019 anunció mediante una publicación en sus redes sociales el fin de su relación con el mencionado club.

### São Paulo
El 1 de agosto de 2019, se confirmó su llegada al São Paulo FC. Firmó un contrato hasta diciembre de 2022.
Al medio día del 10 de septiembre de 2021, se confirmó que el jugador se negó a retomar los entrenamientos con el club debido a la falta de pago de su salario, mostrándose horas después un pronunciamiento por parte de los directivos del club, en el que despidieron al futbolista, se supo que la deuda del equipo con el jugador es de aproximadamente 11 millones de reales.

### Vuelta al F. C. Barcelona
El 12 de noviembre el Fútbol Club Barcelona informó de un principio de acuerdo para su contratación después de cinco años. No pudiendo ser inscrito hasta el mes de enero, quedó vinculado al club, en principio, para lo que restase de la temporada 2021-22, con opción de prolongar el contrato hasta junio de 2023. De acuerdo a reportes, una de las condiciones para el fichaje de Alves era cobrar el mínimo permitido para un futbolista profesional de la Liga Española: 155 000 euros anuales (el salario más bajo de toda la plantilla del Barcelona). Fue convocado por primera vez desde su regreso para el encuentro de Copa del Rey frente al Linares Deportivo, partido en el que fue titular y finalizó con victoria por 1-2 para el F. C. Barcelona. El 6 de febrero marcó su primer gol en su regreso al club, el equipo venció por 4-2 al Atlético de Madrid, dio una asistencia y fue expulsado.
El 15 de junio se confirmó que Dani Alves dejaba el Barça tras 6 meses en el club. Fue homenajeado en el Camp Nou, en donde recibió una placa y una camiseta enmarcada con sus partidos disputados en el club.

### Club Universidad Nacional
Después de quedar libre, fichó por el Club Universidad Nacional de la Liga BBVA MX de México (equipo deportivamente conocido como los Pumas de la UNAM), por el que tuvo muchos altibajos que le supuso no estar regularmente en las convocatorias con el primer equipo.
Tan solo después de 6 meses, el club optó por rescindir su contrato debido a que el jugador fue detenido y encarcelado de manera preventiva en Barcelona, España, por el presunto delito de violación contra una mujer de 23 años.

## Selección nacional

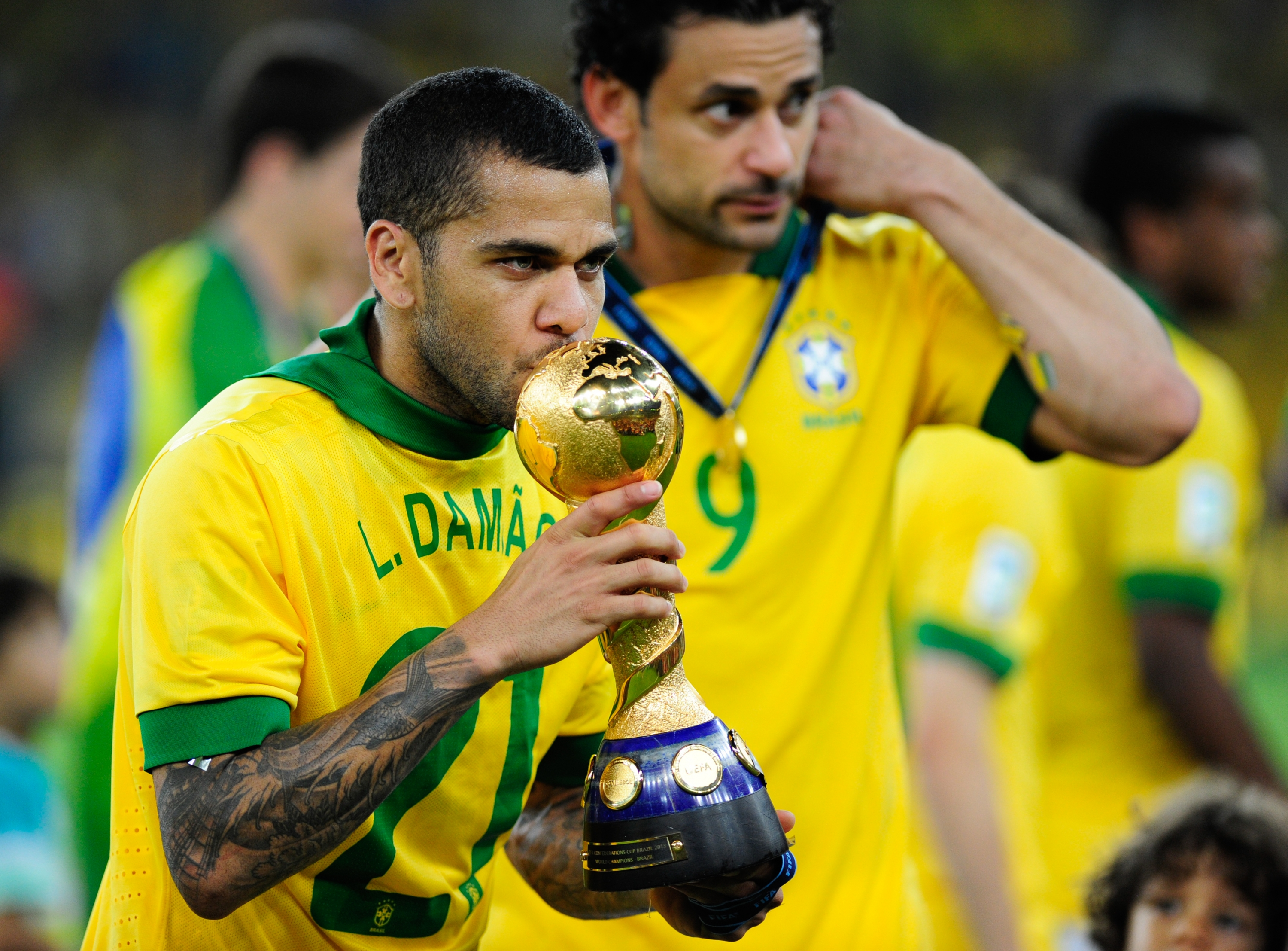
Alves con la Copa Confederaciones en 2013.

Debutó oficialmente con la selección absoluta de Brasil el 10 de octubre de 2006, en un partido amistoso frente a Ecuador. Anteriormente formó parte de la selección brasileña que ganó el Mundial sub-20 celebrado en los Emiratos Árabes Unidos en 2003, venciendo en la final a España (1-0). Disputó con Brasil la Copa América 2007 celebrada en Venezuela, donde marcó su primer gol con la Canarinha en la final contra Argentina, quedando Brasil campeón (3-0). En 2009 marcó el gol de la victoria ante Sudáfrica (1-0) en la semifinal de la Copa Confederaciones, proclamándose Brasil campeona tras derrotar en la final a Estados Unidos (3-2). En 2010 fue convocado para jugar la Copa del Mundo disputada en Sudáfrica, donde Brasil no pasó de cuartos de final. También disputó la Copa América 2011 celebrada en Argentina, en la que Brasil fue eliminada en cuartos de final por Paraguay.
El 7 de mayo de 2014, Luiz Felipe Scolari incluyó a Dani Alves en la lista final de 23 jugadores que representaron a Brasil en la Copa Mundial de Fútbol de 2014. También fue incluido en la convocatoria de Brasil para disputar la Copa América 2015 celebrada en Chile, jugando los cuatro partidos que disputó su seleccionado. En esta edición, Brasil volvería a ser eliminado por Paraguay en cuartos de final, a través de los lanzamientos penales.
El 15 de noviembre de 2016 cumplió su partido número 100 con la Canarinha en un encuentro Perú-Brasil (0-2), convirtiéndose así en el quinto futbolista en llegar a dicha cifra.
El 7 de agosto de 2021 se coronó campeón olímpico.
El 7 de noviembre de 2022 Tite lo incluyó en la lista definitiva de 26 jugadores al Mundial de Catar 2022 de la FIFA.

### Participaciones en Sudamericanos
| Torneo                   | Sede    | Resultado  | Partidos | Goles |
| ------------------------ | ------- | ---------- | -------- | ----- |
| Sudamericano Sub-20 2001 | Ecuador | Campeón    | 0        | 0     |
| Sudamericano Sub-20 2003 | Uruguay | Subcampeón | 0        | 0     |
| Total                    | Total   | Total      | 0        | 0     |

### Participaciones en Copas del Mundo
| Torneo                   | Sede      | Resultado        | Partidos | Goles |
| ------------------------ | --------- | ---------------- | -------- | ----- |
| Copa Mundial Sub-20 2003 | EAU       | Campeón          | 7        | 0     |
| Copa Mundial 2010        | Sudáfrica | Cuartos de final | 5        | 0     |
| Copa Mundial 2014        | Brasil    | Cuarto lugar     | 4        | 0     |
| Copa Mundial 2022        | Catar     | Cuartos de final | 2        | 0     |
| Total                    | Total     | Total            | 18       | 0     |

### Participaciones en Copa Confederaciones
| Torneo                    | Sede      | Resultado | Partidos | Goles |
| ------------------------- | --------- | --------- | -------- | ----- |
| Copa Confederaciones 2009 | Sudáfrica | Campeón   | 3        | 1     |
| Copa Confederaciones 2013 | Brasil    | Campeón   | 5        | 0     |
| Total                     | Total     | Total     | 8        | 1     |

### Participaciones en Copa América
| Torneo                  | Sede           | Resultado        | Partidos | Goles |
| ----------------------- | -------------- | ---------------- | -------- | ----- |
| Copa América 2007       | Venezuela      | Campeón          | 4        | 1     |
| Copa América 2011       | Argentina      | Cuartos de final | 2        | 0     |
| Copa América 2015       | Chile          | Cuartos de final | 4        | 0     |
| Copa América Centenario | Estados Unidos | Primera fase     | 3        | 0     |
| Copa América 2019       | Brasil         | Campeón          | 6        | 1     |
| Total                   | Total          | Total            | 19       | 2     |

### Participaciones en Juegos Olímpicos
| Torneo                | Sede  | Resultado      | Partidos | Goles |
| --------------------- | ----- | -------------- | -------- | ----- |
| Juegos Olímpicos 2020 | Tokio | Medalla de oro | 6        | 0     |
| Total                 | Total | Total          | 6        | 0     |

### Goles internacionales
| Gol | Fecha                 | Sede                                                   | Oponente  | Marcador | Resultado | Competición                  |
| --- | --------------------- | ------------------------------------------------------ | --------- | -------- | --------- | ---------------------------- |
| 1.  | 15 de julio de 2007   | Estadio José Encarnación Romero, Maracaibo, Venezuela  | Argentina | 3–0      | 3–0       | Copa América 2007            |
| 2.  | 6 de junio de 2009    | Estadio Centenario, Montevideo, Uruguay                | Uruguay   | 0-1      | 0-4       | Eliminatorias Sudáfrica 2010 |
| 3.  | 25 de junio de 2009   | Emirates Airline Park, Johannesburgo, Sudáfrica        | Sudáfrica | 1–0      | 1–0       | Copa Confederaciones 2009    |
| 4.  | 7 de octubre de 2010  | Estadio Sheikh Zayed, Abu Dabi, Emiratos Árabes Unidos | Irán      | 0-1      | 0-3       | Amistoso                     |
| 5.  | 11 de octubre de 2010 | Pride Park Stadium, Derby, Inglaterra                  | Ucrania   | 1-0      | 2-0       | Amistoso                     |
| 6.  | 3 de junio de 2014    | Estadio Serra Dourada, Goiânia, Brasil                 | Panamá    | 2-0      | 4-0       | Amistoso                     |
| 7.  | 30 de marzo de 2016   | Estadio Defensores del Chaco, Asunción, Paraguay       | Paraguay  | 2-2      | 2-2       | Eliminatorias Rusia 2018     |
| 8.  | 22 de junio de 2019   | Arena Corinthians, São Paulo, Brasil                   | Perú      | 4–0      | 5–0       | Copa América 2019            |

## Estadísticas

### Clubes
Actualizado al último partido disputado el 8 de enero de 2023.
| Club | Div.          | Temporada     | Liga  | Liga  | Liga   | Copas (1) | Copas (1) | Copas (1) | Internacional (2) | Internacional (2) | Internacional (2) | Total | Total | Total  |
| Club | Div.          | Temporada     | Part. | Goles | Asist. | Part.     | Goles     | Asist.    | Part.             | Goles             | Asist.            | Part. | Goles | Asist. |
| --- | ------------- | ------------- | ----- | ----- | ------ | --------- | --------- | --------- | ----------------- | ----------------- | ----------------- | ----- | ----- | ------ |
| E. C. Bahia · Brasil | 1.ª           | 2001          | 6     | -     | -      | -         | -         | -         | -                 | -                 | -                 | 6     | -     | 0      |
| E. C. Bahia · Brasil | 1.ª           | 2002          | 19    | 2     | -      | 12        | 3         | -         | -                 | -                 | -                 | 31    | 5     | 0      |
| E. C. Bahia · Brasil | Total club    | Total club    | 25    | 2     | 0      | 12        | 3         | 0         | 0                 | 0                 | 0                 | 37    | 5     | 0      |
| Sevilla F. C. · España | 1.ª           | 2002-03       | 10    | -     | -      | 1         | -         | -         | -                 | -                 | -                 | 11    | -     | 0      |
| Sevilla F. C. · España | 1.ª           | 2003-04       | 29    | 1     | 3      | 7         | 1         | 2         | -                 | -                 | -                 | 36    | 2     | 5      |
| Sevilla F. C. · España | 1.ª           | 2004-05       | 33    | 2     | 1      | 5         | -         | -         | 9                 | -                 | -                 | 47    | 2     | 1      |
| Sevilla F. C. · España | 1.ª           | 2005-06       | 36    | 3     | 9      | 2         | -         | -         | 14                | -                 | 6                 | 52    | 3     | 15     |
| Sevilla F. C. · España | 1.ª           | 2006-07       | 34    | 3     | 10     | 9         | -         | 2         | 14                | 2                 | 4                 | 57    | 5     | 16     |
| Sevilla F. C. · España | 1.ª           | 2007-08       | 33    | 2     | 18     | 5         | -         | 2         | 9                 | 2                 | 5                 | 47    | 4     | 25     |
| Sevilla F. C. · España | Total club    | Total club    | 175   | 11    | 41     | 29        | 1         | 6         | 47                | 4                 | 15                | 251   | 16    | 62     |
| F. C. Barcelona · España | 1.ª           | 2008-09       | 34    | 5     | 10     | 8         | -         | 2         | 12                | -                 | 2                 | 54    | 5     | 14     |
| F. C. Barcelona · España | 1.ª           | 2009-10       | 29    | 3     | 11     | 5         | -         | -         | 14                | -                 | 3                 | 48    | 3     | 14     |
| F. C. Barcelona · España | 1.ª           | 2010-11       | 35    | 2     | 15     | 7         | -         | 3         | 12                | 2                 | 3                 | 54    | 4     | 21     |
| F. C. Barcelona · España | 1.ª           | 2011-12       | 33    | 2     | 12     | 7         | 1         | -         | 12                | -                 | 6                 | 52    | 3     | 18     |
| F. C. Barcelona · España | 1.ª           | 2012-13       | 30    | -     | 6      | 7         | -         | 3         | 10                | 1                 | 1                 | 47    | 1     | 10     |
| F. C. Barcelona · España | 1.ª           | 2013-14       | 27    | 2     | 5      | 7         | -         | 1         | 8                 | 2                 | -                 | 42    | 4     | 6      |
| F. C. Barcelona · España | 1.ª           | 2014-15       | 30    | -     | 6      | 5         | -         | 2         | 11                | -                 | 4                 | 46    | -     | 12     |
| F. C. Barcelona · España | 1.ª           | 2015-16       | 29    | -     | 4      | 8         | 1         | 1         | 11                | -                 | 3                 | 48    | 1     | 8      |
| Juventus de Turín · Italia | 1.ª           | 2016-17       | 19    | 2     | 3      | 2         | 1         | -         | 12                | 3                 | 4                 | 33    | 6     | 7      |
| Juventus de Turín · Italia | Total club    | Total club    | 19    | 2     | 3      | 2         | 1         | 0         | 12                | 3                 | 4                 | 33    | 6     | 7      |
| Paris Saint-Germain F. C. Francia | 1.ª           | 2017-18       | 25    | 1     | 7      | 8         | 2         | 3         | 8                 | 2                 | -                 | 41    | 5     | 10     |
| Paris Saint-Germain F. C. Francia | 1.ª           | 2018-19       | 23    | 1     | 7      | 6         | 2         | 1         | 3                 | -                 | -                 | 32    | 3     | 8      |
| Paris Saint-Germain F. C. Francia | Total club    | Total club    | 48    | 2     | 14     | 14        | 4         | 4         | 11                | 2                 | 0                 | 73    | 8     | 18     |
| São Paulo F. C. · Brasil | 1.ª           | 2019          | 20    | 2     | 3      | -         | -         | -         | -                 | -                 | -                 | 20    | 2     | 3      |
| São Paulo F. C. · Brasil | 1.ª           | 2020          | 30    | 1     | 3      | 17        | 3         | 2         | 6                 | 2                 | 2                 | 53    | 6     | 7      |
| São Paulo F. C. · Brasil | 1.ª           | 2021          | 6     | -     | -      | 10        | 1         | 3         | 6                 | -                 | 1                 | 22    | 1     | 4      |
| São Paulo F. C. · Brasil | Total club    | Total club    | 56    | 3     | 6      | 27        | 4         | 5         | 12                | 2                 | 3                 | 95    | 9     | 14     |
| F. C. Barcelona · España | 1.ª           | 2021-22       | 14    | 1     | 3      | 3         | -         | 1         | -                 | -                 | -                 | 17    | 1     | 4      |
| F. C. Barcelona · España | Total club    | Total club    | 261   | 15    | 72     | 57        | 2         | 13        | 90                | 5                 | 22                | 408   | 22    | 107    |
| Pumas de la UNAM · México | 1.ª           | 2022-23       | 13    | 0     | 5      | 0         | -         | 0         | -                 | -                 | -                 | 13    | 0     | 5      |
| Pumas de la UNAM · México | Total club    | Total club    | 13    | 0     | 5      | 0         | 0         | 0         | 0                 | 0                 | 0                 | 13    | 0     | 5      |
| Total carrera | Total carrera | Total carrera | 597   | 35    | 136    | 141       | 15        | 28        | 172               | 16                | 44                | 910   | 66    | 208    |
| (1) Incluye datos de Copa del Rey, Supercopa de España y Campeonato Paulista. (2) Incluye datos de UEFA Europa League, Supercopa de Europa, UEFA Champions League, Mundial de Clubes. |               |               |       |       |        |           |           |           |                   |                   |                   |       |       |        |

### Selecciones
Actualizado al último partido disputado el 5 de diciembre de 2022.
| Selección | Temporada     | Amistoso | Amistoso | Amistoso | Sudamérica(3) | Sudamérica(3) | Sudamérica(3) | Mundial(4) | Mundial(4) | Mundial(4) | Otros(5) | Otros(5) | Otros(5) | Total | Total | Total  |
| Selección | Temporada     | Part.    | Goles    | Asist.   | Part.         | Goles         | Asist.        | Part.      | Goles      | Asist.     | Part.    | Goles    | Asist.   | Part. | Goles | Asist. |
| --- | ------------- | -------- | -------- | -------- | ------------- | ------------- | ------------- | ---------- | ---------- | ---------- | -------- | -------- | -------- | ----- | ----- | ------ |
| Sub-20 · Brasil | 2001          | -        | -        | -        | -             | -             | -             | -          | -          | -          | -        | -        | -        | 0     | 0     | 0      |
| Sub-20 · Brasil | 2002          | -        | -        | -        | -             | -             | -             | -          | -          | -          | -        | -        | -        | 0     | 0     | 0      |
| Sub-20 · Brasil | 2003          | 2        | 0        | 0        | 8             | 0             | 0             | 7          | 0          | 0          | -        | -        | -        | 17    | 0     | 0      |
| Sub-20 · Brasil | Total         | 2        | 0        | 0        | 8             | 0             | 0             | 7          | 0          | 0          | 0        | 0        | 0        | 17    | 0     | 0      |
| Sub-23 · Brasil | 2021          | 1        | 0        | 0        | -             | -             | -             | -          | -          | -          | 6        | 0        | 0        | 7     | 0     | 0      |
| Sub-23 · Brasil | Total         | 1        | 0        | 0        | 0             | 0             | 0             | 0          | 0          | 0          | 6        | 0        | 0        | 7     | 0     | 0      |
| Absoluta · Brasil | 2006          | 1        | 0        | 0        | -             | -             | -             | -          | -          | -          | -        | -        | -        | 1     | 0     | 0      |
| Absoluta · Brasil | 2007          | 7        | 0        | 0        | 4             | 1             | 1             | 1          | 0          | 0          | -        | -        | -        | 12    | 1     | 1      |
| Absoluta · Brasil | 2008          | 4        | 0        | 0        | -             | -             | -             | 1          | 0          | 0          | -        | -        | -        | 5     | 0     | 0      |
| Absoluta · Brasil | 2009          | 4        | 0        | 0        | -             | -             | -             | 10         | 2          | 5          | -        | -        | -        | 14    | 2     | 5      |
| Absoluta · Brasil | 2010          | 7        | 2        | 1        | -             | -             | -             | 5          | 0          | 0          | -        | -        | -        | 12    | 2     | 1      |
| Absoluta · Brasil | 2011          | 8        | 0        | 2        | 2             | 0             | 0             | -          | -          | -          | -        | -        | -        | 10    | 0     | 2      |
| Absoluta · Brasil | 2012          | 5        | 0        | 1        | -             | -             | -             | -          | -          | -          | -        | -        | -        | 5     | 0     | 1      |
| Absoluta · Brasil | 2013          | 8        | 0        | 0        | -             | -             | -             | 5          | 0          | 1          | -        | -        | -        | 13    | 0     | 1      |
| Absoluta · Brasil | 2014          | 3        | 1        | 0        | -             | -             | -             | 4          | 0          | 0          | -        | -        | -        | 7     | 1     | 0      |
| Absoluta · Brasil | 2015          | -        | -        | -        | 4             | 0             | 2             | 4          | 0          | 0          | -        | -        | -        | 8     | 0     | 2      |
| Absoluta · Brasil | 2016          | 1        | 0        | 0        | 3             | 0             | 2             | 8          | 1          | 0          | -        | -        | -        | 12    | 1     | 2      |
| Absoluta · Brasil | 2017          | 1        | 0        | 0        | -             | -             | -             | 5          | 0          | 1          | -        | -        | -        | 6     | 0     | 1      |
| Absoluta · Brasil | 2018          | 2        | 0        | 0        | -             | -             | -             | -          | -          | -          | -        | -        | -        | 2     | 0     | 0      |
| Absoluta · Brasil | 2019          | 5        | 0        | 3        | 6             | 1             | 0             | -          | -          | -          | -        | -        | -        | 11    | 1     | 3      |
| Absoluta · Brasil | 2021          | -        | -        | -        | -             | -             | -             | 1          | 0          | 0          | -        | -        | -        | 1     | 0     | 0      |
| Absoluta · Brasil | 2022          | 2        | 0        | 0        | -             | -             | -             | 5          | 0          | 0          | -        | -        | -        | 7     | 0     | 0      |
| Absoluta · Brasil | Total         | 59       | 3        | 7        | 18            | 2             | 5             | 49         | 3          | 7          | 0        | 0        | 0        | 126   | 8     | 19     |
| Total carrera | Total carrera | 62       | 3        | 7        | 26            | 2             | 5             | 56         | 3          | 7          | 6        | 0        | 0        | 150   | 8     | 19     |
| (3) Incluye los partidos de Sudamericanos Sub-20 y Copa América. (4) Incluye los partidos de Mundial Sub-20, Copa del Mundo, Copa Confederaciones y clasificación mundialista. (5) Incluye los partidos de Juegos Olímpicos. |               |          |          |          |               |               |               |            |            |            |          |          |          |       |       |        |

## Palmarés

### Títulos regionales
| Título              | Club            | Estado             | Año  |
| ------------------- | --------------- | ------------------ | ---- |
| Copa del Nordeste   | E. C. Bahia     | Nordeste de Brasil | 2002 |
| Campeonato Paulista | São Paulo F. C. | São Paulo          | 2021 |

### Títulos nacionales
| Título                     | Club                      | País    | Año  |
| -------------------------- | ------------------------- | ------- | ---- |
| Copa del Rey               | Sevilla F. C.             | España  | 2007 |
| Supercopa de España        | Sevilla F. C.             | España  | 2007 |
| Copa del Rey               | F. C. Barcelona           | España  | 2009 |
| Primera División de España | F. C. Barcelona           | España  | 2009 |
| Supercopa de España        | F. C. Barcelona           | España  | 2009 |
| Primera División de España | F. C. Barcelona           | España  | 2010 |
| Supercopa de España        | F. C. Barcelona           | España  | 2010 |
| Primera División de España | F. C. Barcelona           | España  | 2011 |
| Supercopa de España        | F. C. Barcelona           | España  | 2011 |
| Copa del Rey               | F. C. Barcelona           | España  | 2012 |
| Primera División de España | F. C. Barcelona           | España  | 2013 |
| Supercopa de España        | F. C. Barcelona           | España  | 2013 |
| Primera División de España | F. C. Barcelona           | España  | 2015 |
| Copa del Rey               | F. C. Barcelona           | España  | 2015 |
| Primera División de España | F. C. Barcelona           | España  | 2016 |
| Copa del Rey               | F. C. Barcelona           | España  | 2016 |
| Copa Italia                | Juventus de Turín         | Italia  | 2017 |
| Serie A                    | Juventus de Turín         | Italia  | 2017 |
| Supercopa de Francia       | Paris Saint-Germain F. C. | Francia | 2017 |
| Copa de la Liga            | Paris Saint-Germain F. C. | Francia | 2018 |
| Ligue 1                    | Paris Saint-Germain F. C. | Francia | 2018 |
| Copa de Francia            | Paris Saint-Germain F. C. | Francia | 2018 |
| Supercopa de Francia       | Paris Saint-Germain F. C. | Francia | 2018 |
| Ligue 1                    | Paris Saint-Germain F. C. | Francia | 2019 |

### Títulos internacionales
| Título                            | Club (*)                     | País         | Año  |
| --------------------------------- | ---------------------------- | ------------ | ---- |
| Sudamericano Sub-20               | Selección de Brasil sub-20   | Ecuador      | 2001 |
| Copa Mundial Sub-20               | Selección de Brasil sub-20   | EAU          | 2003 |
| Copa de la UEFA                   | Sevilla F. C.                | Países Bajos | 2006 |
| Supercopa de Europa               | Sevilla F. C.                | Mónaco       | 2006 |
| Copa de la UEFA                   | Sevilla F. C.                | Escocia      | 2007 |
| Copa América                      | Selección de Brasil          | Venezuela    | 2007 |
| Liga de Campeones de la UEFA      | F. C. Barcelona              | Italia       | 2009 |
| Copa FIFA Confederaciones         | Selección de Brasil          | Sudáfrica    | 2009 |
| Supercopa de Europa               | F. C. Barcelona              | Mónaco       | 2009 |
| Copa Mundial de Clubes de la FIFA | F. C. Barcelona              | EAU          | 2009 |
| Liga de Campeones de la UEFA      | F. C. Barcelona              | Inglaterra   | 2011 |
| Supercopa de Europa               | F. C. Barcelona              | Mónaco       | 2011 |
| Copa Mundial de Clubes de la FIFA | F. C. Barcelona              | Japón        | 2011 |
| Copa FIFA Confederaciones         | Selección de Brasil          | Brasil       | 2013 |
| Liga de Campeones de la UEFA      | F. C. Barcelona              | Alemania     | 2015 |
| Supercopa de Europa               | F. C. Barcelona              | Georgia      | 2015 |
| Copa Mundial de Clubes de la FIFA | F. C. Barcelona              | Japón        | 2015 |
| Copa América                      | Selección de Brasil          | Brasil       | 2019 |
| Juegos Olímpicos                  | Selección olímpica de Brasil | Japón        | 2020 |

(*) Incluyendo la selección.

### Distinciones individuales
| Distinción                              | Año                                            |
| --------------------------------------- | ---------------------------------------------- |
| Mejor Jugador de la Supercopa de Europa | 2006                                           |
| Equipo del año UEFA                     | 2007, 2009, 2011, 2015                         |
| XI Mundial FIFA/FIFPro                  | 2009, 2011, 2012, 2013, 2015, 2016, 2017, 2018 |
| Mejor Defensor de La Liga               | 2009                                           |
| XI Ideal de La Liga                     | 2015                                           |
| XI Ideal de La Serie A                  | 2017                                           |
| Mejor Jugador de la Copa América        | 2019                                           |

## Vida privada

### Política
Apoyó a Jair Bolsonaro para las elecciones presidenciales de 2022.

### Condena por violación y absolución
En enero de 2023, Alves declaró en Barcelona sobre la acusación de violación realizada en la discoteca Sutton a una mujer de 23 años. Tras la declaración, la jueza decretó prisión preventiva sin fianza, basándose en las pruebas forenses (lesiones compatibles con una pelea y líquido seminal), incoherencias de su declaración y el alto riesgo de fuga. Fue detenido e ingresado en el Centro Penitenciario Brians 1 y, posteriormente trasladado, por razones de seguridad, al Centro Penitenciario Brians 2. A raíz de esto, el club Pumas rescindió el contrato que mantenía con él por incumplimiento de las normas de conducta y ética. El periódico catalán Ara, accedió a las cámaras de seguridad y obtuvo el video en el cual se veía cómo acosaba a la mujer, encerrándola en el baño del cual ella salió llorando señalándose la rodilla lastimada. En marzo de 2023, su pareja Joana Sanz, anunció el término de la relación con el futbolista. El 12 de junio de 2023, se le negó nuevamente la libertad provisional por riesgo de fuga.
En febrero de 2024, celebrado el juicio, Alves fue condenado por violación a 4 años y 6 meses de prisión. El tribunal optó por la pena mínima, porque el acusado «se ha mostrado conforme a indemnizar a la víctima por encima de los parámetros habituales en este tipo de delitos». Una vez hecha pública la sentencia, el F.C. Barcelona retiró la condición de «leyenda del club» al futbolista. Días después la Fiscalía anunció que apelarían la sentencia, ya que buscan que el tiempo de prisión para el futbolista sea mayor.
En marzo de 2024, Alves solicitó libertad provisional, que fue concedida bajo fianza de un millón de euros, la entrega de sus dos pasaportes, español y brasileño y la prohibición de acercarse o comunicarse con la víctima. Finalmente, el 25 de marzo, después de pagar la fianza, Alves salió de la cárcel.
El 28 de marzo de 2025, la condena fue revocada por el Tribunal Superior de Justicia de Cataluña y Alves quedó absuelto debido a la falta de fiabilidad del testimonio de la denunciante y las inconsistencias en la sentencia anterior. Ante las dudas que generaban estos dos elementos, el tribunal decidió aplicar el principio de in dubio pro reo, esto es, que en caso de duda se falla en favor del acusado. La Fiscalía ha pedido al Supremo que condene a Alves y considera que su absolución es «extraordinariamente injusta» para la víctima.